# Antonio van Diemen
Antonio van Diemen (født 1593, død 19. april 1645) var en nederlandsk koloniguvernør, født i Culemborg in Nederland, borgmestersøn af Bartholomeus van Diemen og Elisabeth Hoevenaar. I 1616 blev han købmand og flyttede til Amsterdam. Efter et år blev han ansat ved det nederlandske Østindiske Kompagni og sejlede til Batavia (Jakarta), hovedstad i Nederlandsk Ostindien og nu hovedstad i Indonesien.
Guvernør Jan Pieterszoon Coen opdagede at van Diemen var en dygtig embedsmand, og i 1626 blev han udnævnt til generaldirektør for handel og var medlem af det Indiske Råd. I 1630 blev han gift med Maria van Aelst. Et år senere rejste han tilbage til Nederland som admiral på skibet Deventer. I 1632 vendte han tilbage til Batavia, og i 1635 blev han med virkning fra 1. januar 1636 udnævnt som generalguvernør for Nederlandsk Indien. 
Van Diemens ni år som generalguvernør var succesrige og vigtige for både kolonien og det Østindiske Kompagnis fremgang. Han brugte meget af sin energi på at udvide kompagniets magt i hele Asien. Under hans styre fik hollænderne magten i Ceylon (nu Sri Lanka).
Van Diemen huskes bedst for sin støtte til opdagelsesrejser i landet mod syd, Australien. Han udpegede Frans Visscher til at planlægge nye opdagelsesrejser. Visscher udstak tre forskellige ruter, og van Diemen besluttede i august 1642 at sende Abel Tasman ud for at søge efter det store land mod syd. 
I november 1642 fik man land i sigte fra Tasmans skib; man havde opdaget et stort landområde, som Tasman navngav Van Diemen's Land til ære for sin velynder. Øen bevarede navnet da de britiske bosættelser begyndte i 1803. I England kom navnet til at vække afsky og rædsel på grund af de strenge straffekolonier på øen, såsom Port Arthur og Macquarie Harbour. 
Navnet Van Diemen's Land var blevet så forhadt, at da kolonien fik selvstyre i 1855, var en af den lovgivende forsamlings første handlinger at ændre navnet til Tasmanien. Men det gamle navn blev husket i mange år.
Antonio van Diemen døde i april 1645. Kompagniet tildelte hans enke en stor pension, og hun trak sig tilbage i Nederland. Hendes navn er foreviget som navnet på den nordligste spids af New Zealand, Cape Maria van Diemen. Den blev navngivet af Tasman i 1643.